# تارا وستوور
تارا وستُوِر (انگلیسی: Tara Westover؛ زادهٔ سپتامبر ۱۹۸۶ (۳۸ سال)) تاریخ‌نگار و نویسنده اهل ایالات متحده آمریکا است.
او به ویژه پس از نگارش کتاب تحصیلکرده به شهرت رسید. مجله تایم او را در فهرست ۱۰۰ چهره تأثیرگذار ۲۰۱۹ قرار داد. کتاب «تحصیلکرده» سرگذشت او را از کودکی تا حدود سی سالگی در بر می‌گیرد. وستور در آیداهوی آمریکا و در خانواده‌ای مورمون به دنیا آمد. پدرش یک مذهبی افراطی بود و در عین حال از اختلال دو قطبی رنج می‌برد. بیماری و باورهای مذهبی خاصَش باعث شد که نسبت به حکومت آمریکا، پلیس فدرال، خدمات درمانی و مدارس دولتی بدگمان شود. در نتیجه «تارا» و برخی از براداران و خواهرش به مدرسه نرفتند، شناسنامه نداشتند و از خدمات درمانی استفاده نمی‌کردند. آنها حتی واکسیناسیون نشده بودند.
تارا شرح این محرومیت‌ها را در کتاب تحصیلکرده منتشر ساخت. سرگذشت مزبور بلافاصله در ردیف کتاب‌های پرفروش قرار گرفته و ۱۱۳ هفته متوالی است که در لیست پرفروش‌ها قرار دارد. ویراستاران آمازون، کتاب تحصیلکرده را به عنوان کتاب سال ۲۰۱۸ انتخاب کرد. گودریدز این سرگذشت را به عنوان کتاب برتر در بخش «اتوبیوگرافی و سرگذشت نامه نویسی» برگزید. نیویورک‌تایمز آن را جزء ده کتاب برتر سال قرار داد. باراک اوباماو بیل گیتس «تحصیلکرده» را جزء کتاب‌های محبوب خود آوردند.
در حال حاضر سرگذشت تارا وستُوِر به چهل و پنج زبان دنیا ترجمه می‌شود.

## آثار ترجمه شده به فارسی
دختر تحصیلکرده، ترجمه هوشمند دهقان، تهران، انتشارات نیلوفر، ۱۳۹۷